# Хердеген, Лешек
Лешек Хердеген (пол. Leszek Herdegen; 28 мая 1929 — 15 января 1980) — польский актёр театра, кино и телевидения; также писатель и руководитель отдела литературной критики краковского еженедельника «Жиче Литерацке».

## Биография
Лешек Хердеген родился в Познани. Актёрское образование получил в Государственной высшей театральной школе в Кракове, которую окончил в 1953 году. Дебютировал в театре в 1953 в Гданьске. Актёр театров в Гданьске, Кракове и Варшаве. Выступал в спектаклях «театра телевидения» в 1964—1980 годах. Умер в Торуне. Похоронен на Раковицком кладбище в Кракове.

## Избранная фильмография
- 1956 — Эскизы углём / Szkice węglem — крестьянин
- 1959 — Лунатики / Lunatycy — сержант милиции
- 1960 — Год первый / Rok pierwszy — Юзеф Дунаец, капрал милиции
- 1961 — Апрель / Kwiecień — хорунжий Юлиуш Шумибур
- 1963 — Мансарда / Mansarda — Александр Герымский
- 1964 — Неизвестный / Nieznany — Богдан Совик
- 1966 — Фараон / Faraon — Пентуэр
- 1968 — Ставка больше, чем жизнь / Stawka większa niż życie — 11-я серия «Пароль» лейтенант Эрик фон Форманн, 13-я серия «Без инструкции» британский полковник Николс
- 1972 — Путешествие за улыбку / Podróż za jeden uśmiech — шофёр Слык
- 1972 — Коперник / Kopernik — монах Матеуш
- 1973 — Час пик / Godzina szczytu — Кшиштоф Максымович
- 1974 — Потоп / Potop — Сакович
- 1977 — Польские пути / Polskie drogi — майор Корвин (только в 1-й серии)
- 1977 — Солдаты свободы — Павел Финдер
- 1978 — Жизнь, полная риска / Życie na gorąco — доктор Гебхардт
- 1978 — Обратный билет / Bilet powrotny — Пьер
- 1979 — Утренние звезды / Gwiazdy poranne — штурмбаннфюрер

## Признание
- 1968 — Заслуженный деятель культуры Польши.
- 1969 — Золотой крест Заслуги.
- 1977 — Кавалерский крест ордена Возрождения Польши.